# Pierfrancesco de' Medici il Giovane
Pierfrancesco di Lorenzo de' Medici, detto il Giovane o il Popolano per distinguerlo dal nonno Pierfrancesco il Vecchio (Firenze, 1487 – Cafaggiolo, 1525), è stato un banchiere italiano, esponente del ramo cadetto Popolano (o Trebbio) della famiglia Medici.

## Biografia
Figlio di Lorenzo il Popolano e di Semiramide D'Appiano D'Aragona, a differenza del padre non si dedicò alla vita politica. Soltanto una volta, nel 1522 fu inviato come ambasciatore dal papa.
Sposò nel 1511 Maria (7 settembre 1494-dopo il 7 maggio 1570), figlia di Tommaso Soderini e di Fiammetta di Filippo Strozzi, dalla quale ebbe quattro figli:
- Lorenzino (22 marzo 1514 - 1548). Detto Lorenzaccio, assassino del duca Alessandro de' Medici e a sua volta esso stesso assassinato a Venezia per mano di due sicari[2];
- Laudomia (21 ottobre 1516 - dopo il 1559), sposò in prime nozze nel 1532 Alamanno Salviati, in seconde nozze nel 1539 Piero Strozzi;
- Giuliano (1520 - 28 luglio 1588), arcivescovo di Albi;
- Maddalena (8 agosto 1523 - 14 aprile 1583), sposò nel 1539 Roberto Strozzi.

## Linea di successione
|                       |                           |                           |                      |                              |                           |                           |                                 |                                 |
|                       |                           |                           |                      | · Ramo Salvestro di Averardo |                           |                           |                                 |                                 |
|                       |                           |                           |                      |                              |                           |                           |                                 |                                 |
|                       |                           |                           |                      |                              |                           |                           |                                 |                                 |
|                       |                           |                           |                      | Lorenzo *1394 †1440          |                           |                           |                                 |                                 |
|                       |                           |                           |                      |                              |                           |                           |                                 |                                 |
|                       |                           |                           |                      |                              |                           |                           |                                 |                                 |
|                       |                           |                           | Francesco *? †?      | Francesco *? †?              | Pierfrancesco *1430 †1476 | Pierfrancesco *1430 †1476 |                                 |                                 |
|                       |                           |                           |                      |                              |                           |                           |                                 |                                 |
|                       |                           |                           |                      |                              |                           |                           |                                 |                                 |
|                       |                           |                           | Lorenzo *1463 †1503  | Lorenzo *1463 †1503          |                           |                           | Giovanni *1467 †1498            | Giovanni *1467 †1498            |
|                       |                           |                           |                      |                              |                           |                           |                                 |                                 |
|                       |                           |                           |                      |                              |                           |                           |                                 |                                 |
|                       | Pierfrancesco *1487 †1525 | Pierfrancesco *1487 †1525 | Averardo *? †?       | Averardo *? †?               | Vincenzo *? †?            | Vincenzo *? †?            | Ludovico [Giovanni] *1498 †1526 | Ludovico [Giovanni] *1498 †1526 |
|                       |                           |                           |                      |                              |                           |                           |                                 |                                 |
|                       |                           |                           |                      |                              |                           |                           |                                 |                                 |
| Lorenzino *1514 †1548 | Lorenzino *1514 †1548     | Giuliano *1520 †1588      | Giuliano *1520 †1588 |                              |                           |                           | Linea Granducale ·              | Linea Granducale ·              |

## Ascendenza
|                                         |                                       |                                   | Genitori                                        |  |  | Nonni |  |  | Bisnonni                      |  |  | Trisnonni                    |  |
|                                         |                                       |                                   |                                                 |  |  |       |  |  | Lorenzo de' Medici il Vecchio |  |  | Giovanni di Bicci de' Medici |  |
|                                         |                                       |                                   |                                                 |  |  |       |  |  | Lorenzo de' Medici il Vecchio |  |  | Giovanni di Bicci de' Medici |  |
|                                         |                                       | Piccarda Bueri                    |                                                 |  |  |       |  |  | Lorenzo de' Medici il Vecchio |  |  |                              |  |
| Pierfrancesco de' Medici il Vecchio     |                                       |                                   |                                                 |  |  |       |  |  | Lorenzo de' Medici il Vecchio |  |  |                              |  |
|                                         |                                       | Ginevra Cavalcanti                | Giovanni Cavalcanti                             |  |  |       |  |  |                               |  |  |                              |  |
|                                         |                                       | Ginevra Cavalcanti                | Giovanni Cavalcanti                             |  |  |       |  |  |                               |  |  |                              |  |
|                                         |                                       | Ginevra Cavalcanti                | Costanza Malaspina                              |  |  |       |  |  |                               |  |  |                              |  |
| Lorenzo de' Medici il Popolano          |                                       | Ginevra Cavalcanti                |                                                 |  |  |       |  |  |                               |  |  |                              |  |
|                                         |                                       | Jacopo Acciaiuoli                 | Donato Acciaiuoli, barone di Cassano e Castagno |  |  |       |  |  |                               |  |  |                              |  |
|                                         |                                       | Jacopo Acciaiuoli                 | Donato Acciaiuoli, barone di Cassano e Castagno |  |  |       |  |  |                               |  |  |                              |  |
|                                         |                                       | Jacopo Acciaiuoli                 | Onesta Strozzi                                  |  |  |       |  |  |                               |  |  |                              |  |
| Laudomia Acciaiuoli                     |                                       | Jacopo Acciaiuoli                 |                                                 |  |  |       |  |  |                               |  |  |                              |  |
|                                         |                                       | Costanza de' Bardi                | Beltrame de' Bardi                              |  |  |       |  |  |                               |  |  |                              |  |
|                                         |                                       | Costanza de' Bardi                | Beltrame de' Bardi                              |  |  |       |  |  |                               |  |  |                              |  |
|                                         |                                       | Costanza de' Bardi                | …                                               |  |  |       |  |  |                               |  |  |                              |  |
| Pierfrancesco de' Medici il Giovane     |                                       | Costanza de' Bardi                |                                                 |  |  |       |  |  |                               |  |  |                              |  |
|                                         | Emanuele Appiano, signore di Piombino | Jacopo I Appiano, signore di Pisa |                                                 |  |  |       |  |  |                               |  |  |                              |  |
|                                         | Emanuele Appiano, signore di Piombino | Jacopo I Appiano, signore di Pisa |                                                 |  |  |       |  |  |                               |  |  |                              |  |
|                                         | Emanuele Appiano, signore di Piombino | Polissena Pannocchieschi          |                                                 |  |  |       |  |  |                               |  |  |                              |  |
| Jacopo III Appiano, signore di Piombino | Emanuele Appiano, signore di Piombino |                                   |                                                 |  |  |       |  |  |                               |  |  |                              |  |
|                                         |                                       | Colia de' Giudici                 | Alfonso V, re della Corona d'Aragona e Napoli   |  |  |       |  |  |                               |  |  |                              |  |
|                                         |                                       | Colia de' Giudici                 | Alfonso V, re della Corona d'Aragona e Napoli   |  |  |       |  |  |                               |  |  |                              |  |
|                                         |                                       | Colia de' Giudici                 | Ippolita de' Giudici                            |  |  |       |  |  |                               |  |  |                              |  |
| Semiramide Appiano                      |                                       | Colia de' Giudici                 |                                                 |  |  |       |  |  |                               |  |  |                              |  |
|                                         |                                       | Giano Fregoso, doge di Genova     | Bartolomeo Fregoso                              |  |  |       |  |  |                               |  |  |                              |  |
|                                         |                                       | Giano Fregoso, doge di Genova     | Bartolomeo Fregoso                              |  |  |       |  |  |                               |  |  |                              |  |
|                                         |                                       | Giano Fregoso, doge di Genova     | Caterina Ordelaffi                              |  |  |       |  |  |                               |  |  |                              |  |
| Battistina Fregoso                      |                                       | Giano Fregoso, doge di Genova     |                                                 |  |  |       |  |  |                               |  |  |                              |  |
|                                         |                                       | Violante Gentile                  | Francesco Gentile                               |  |  |       |  |  |                               |  |  |                              |  |
|                                         |                                       | Violante Gentile                  | Francesco Gentile                               |  |  |       |  |  |                               |  |  |                              |  |
|                                         |                                       | Violante Gentile                  | …                                               |  |  |       |  |  |                               |  |  |                              |  |
|                                         |                                       | Violante Gentile                  |                                                 |  |  |       |  |  |                               |  |  |                              |  |